# 사랑에 빠져 있었던 것
사랑에 빠져 있었던 것(恋をしていたこと)은 강지영의 일본 네 번째 싱글앨범으로 세 번째 싱글앨범 〈フェイク〉와 동시발매했다.

## 수록곡
1. 恋をしていたこと
  - 작사 : JY, : 야마모토 카츠히코 작곡 : 야마모토 카츠히코/편곡 : 야마구치 타카시
2. Myすたんだ～ど
  - 작사 • 작곡 : 야마모토 카츠히코/편곡 야마모토 카츠히코
3. Up In The Air
  - 작사 • 작곡 : herOism, Howie Hersh, Nataliya Phillips, Larry Blouin/편곡 :  Howie Hersh
4. 恋をしていたこと -instrumental-

## 첫회 생산 한정반

### DVD
1. 恋をしていたこと (Music Video)
2. making of 恋をしていたこと